# Wakanim
Wakanim est une ancienne plateforme de VOD ayant pour thématique la diffusion de séries d'animation japonaise qui existait entre février 2009 et novembre 2023. C'est la première société à proposer des vidéos en téléchargement sans gestion des droits numériques sur des séries d'animation en Europe.  
En mars 2022, le catalogue de la plateforme est fusionné sur Crunchyroll. Le 19 septembre 2023, la plateforme publie un communiqué annonçant la fermeture définitive du service, qui se fait le 3 novembre 2023. 

## Historique

### Les débuts en indépendant
Wakanim SAS est enregistrée et immatriculée le 27 février 2009. Avec l'arrivée de YouTube en France en 2007, Olivier Cervantès et Ludovic Alcala avaient en tête de créer une plateforme communautaire avec pour but la diffusion simultanée (simulcast) des séries d'animation avec le Japon,, dans la mesure où le marché français de l'animation japonaise de l'époque n'avait encore pas d'offre légale adaptée et qu'elle souffrait du piratage (fansub),. Ils décident d'entamer la concrétisation de ce projet en 2008,, auquel ils ont estimé que l'établissement d'une relation de confiance avec les partenaires japonais n'était pas le plus difficile, mais bien de se faire approuver par des partenaires financiers et des partenaires industriels en France. Jonathan Fontaine a participé à la création de plateforme, avec la conception du site web, le logo et la mascotte,. Le nom de la plateforme est un mot-valise avec « Waka » venant des termes japonais wakaru (分かる, litt. « comprendre ») et wakka (輪っか, litt. « cercle »), et « anim » pour animation.
C'est finalement en octobre 2010 que Wakanim diffuse sa première série, Que sa volonté soit faite. L'entreprise s'était également lancée dans l'édition de vidéo avec les sorties DVD et Blu-ray de Que sa volonté soit faite en 2011.
En octobre 2013, Wakanim a fait sa première tentative d'expansion à l'étranger et le service a été étendu au Royaume-Uni avec le soutien du distributeur britannique Anime Limited,,. Cependant, le service de sous-titres anglais pour cette région n'est plus disponible, la dernière série diffusée en simulcast étant la comédie de science-fiction de 2014, Space Dandy.
En juillet 2014, Wakanim a annoncé le lancement d'un service, intitulé Wakanim Music, qui propose de suivre l'actualité musicale asiatique et offrirait de la musique à la demande. Il a été lancé en février 2015, mais le service n'est plus disponible depuis 2016.

### Rachat par Aniplex et expansion à l'étranger
Vers le début des années 2010, dans la crainte de rachat des droits mondiaux des séries dans le marché du simulcast d'anime par des acteurs soutenus par des géants de l'industrie tels que l'américain Crunchyroll, qui commence à s'étendre à l'étranger, mais également les français KZplay et Genzai avant leur fusion pour former Anime Digital Network, Wakanim a mené des réflexions pour sortir de cette situation, conduisant à des pourparlers avec des sociétés françaises dont Canal+ et d'autres chaînes de télévision. Ils finissent par conclure un accord avec Aniplex, qui rachète et investit dans l'entreprise en avril 2015.
Le rachat par Aniplex a permis à Wakanim de se développer à nouveau à l'étranger, ce qui se fait de plus en plus depuis 2017. En juin 2017, Wakanim ouvre une version anglaise dans les pays nordiques. En septembre 2017, Wakanim annonce l'ouverture du service pour l'Allemagne, l'Autriche et la Suisse avec des sous-titres et doublages en allemand en coopération avec le service AkibaPass. En janvier 2018, Wakanim annonce le lancement de son service en russe pour la Russie et d'autres pays.
En octobre 2016, Wakanim propose la série Drifters avec un doublage français en simultané avec le Japon, en partenariat avec la chaîne J-One.
En septembre 2019, Sony Pictures Television et Aniplex ont annoncé la consolidation de leurs activités internationales de diffusion en streaming d'anime sous une nouvelle coentreprise, dirigée par le directeur général de Funimation, Colin Decker. La coentreprise fonctionnera sous la marque de Funimation et permettra à Funimation d'acquérir et de distribuer des titres avec les filiales d'Aniplex, Wakanim et Madman Anime Group (AnimeLab). Le premier titre de cette fusion, Fate/Grand Order Absolute Demonic Front: Babylonia, bénéficiera d'une exclusivité de 30 jours sur FunimationNow, AnimeLab et Wakanim, et accorde à Funimation les droits exclusifs sur le doublage anglais de la série pendant un an.

### Fusion avec Crunchyroll
Le 1er mars 2022, une fusion des contenus des plateformes Wakanim, Funimation et Crunchyroll vers cette dernière est annoncée. Les différents animes migrent progressivement : les séries en cours finissent leur diffusion sur Wakanim, tandis que les nouvelles séries après le 1er avril sont diffusées exclusivement sur Crunchyroll.
Le 19 septembre 2023, la plateforme publie un communiqué annonçant la fermeture définitive du service le 3 novembre 2023. La fermeture se fait à cette date, et le lien actuel du site renvoie à une Sunset page (« page de coucher de soleil », c'est-à-dire d'adieu).

## Fonctionnement
Les vidéos sont protégées par des DRM dont la lecture a lieu via un lecteur HTML5 propriétaire sous une version 8.11.8 de JW-Player (en) (à partir de février 2020). En juin 2015, Wakanim a annoncé une version remaniée de son site web et en octobre de la même année, elle a commencé à utiliser le nouveau lecteur HTML5 au lieu du lecteur Flash Adobe AIR,. Wakanim a également développé des applications pour Xbox One, PlayStation 4, Windows 10, Apple TV, Amazon Fire TV, les appareils sous iOS et Android. Les versions iOS et Android ont un mode hors ligne, dans lequel il est possible de télécharger des vidéos et de les regarder plus tard sans accès à Internet.

### Modèle économique

#### Première offre
Lors du lancement de son service, le modèle économique de Wakanim se basait sur la gratuité avec un financement par la publicité, dont les épisodes de séries diffusées en simulcast avec le Japon restaient accessibles (en streaming ou en téléchargement avec DRM) pendant trente jours, avant que leur visionnage ne deviennent payant après ce délai. L'option d'achat des épisodes a été intégrée en 2012, permettant le téléchargement des épisodes sans DRM.
Dans un remaniement de son modèle économique face au déclin du marché publicitaire, la plateforme met en place en 2015 l'offre d'abonnement dit « Pass ZéroPub » qui est au prix libre, permettant aux utilisateurs de choisir le montant qu'ils veulent verser pour ensuite visionner les épisodes gratuits avec un délai supplémentaire de quinze jours et sans publicité,. Cela a notamment servi comme étude de marché afin d'observer ce que les utilisateurs étaient prêt à mettre pour un abonnement. Ainsi, en mars 2016, Wakanim remplace son offre ZéroPub par un abonnement mensuel au prix fixe, mais qui cette fois-ci propose l'accès à la grande majorité de son catalogue,. La durée des visionnages gratuits des épisodes diffusées est revue à la baisse en juillet 2016, passant de trente à sept jours.

#### Deuxième offre
En juin 2017, la plateforme change à nouveau le fonctionnement de ses différentes offres. Les épisodes des nouvelles séries diffusés en simulcast avec le Japon sont réservés aux comptes disposant d'un abonnement mensuel, appelés « membres VIP », durant la semaine qui suit leur diffusion. Ils sont proposés avec la meilleure qualité possible (jusqu'en 4K) et sans publicités, et après une semaine, les membres gratuits peuvent y accéder avec une qualité SD (480p) et quelques publicités. Les anciennes séries sont disponibles pour tous, mais avec une qualité qui varie suivant le type de compte, jusqu'en 4K et sans pub pour les membres VIP et en SD (480p) avec pub pour les membres gratuits.
En septembre 2018, Wakanim a commencé à proposer un abonnement trimestriel et annuel.

### Disponibilité géographique
Wakanim propose des séries et films qui sont restreints géographiquement selon la langue sélectionnée :
- Wakanim France, en français, est disponible en France, DOM TOM, Belgique, Pays-Bas, Luxembourg, Suisse, Tunisie, Maroc, Algérie et au Canada (Québec).
- Wakanim Nordic, en anglais, est disponible en Suède, Norvège, Islande, Finlande, Pays-bas et en Danemark.
- Wakanim DE, en allemand, est disponible en Allemagne, Suisse et en Autriche.
- Wakanim RU, en russe, est disponible en Albanie, Arménie, Azerbaïdjan, Biélorussie, Bosnie-Herzégovine, Bulgarie, Chypre, Croatie, Kazakhstan, Géorgie, Hongrie, Lettonie, Lituanie, Macédoine, Moldavie, Pologne, République tchèque, Roumanie, Russie, Saint-Marin, Serbie, Slovaquie, Slovénie et en Ukraine.

## Animes diffusés

### Films
- AnoHana - Le film (A-1 Pictures)
- Blood: The Last Vampire (Production I.G)
- Cencoroll (Anime Innovation Tokyo et Aniplex)
- DanMachi: Arrow of the Orion (J. C. Staff)
- Date A Live: Mayuri Judgement (Production IMS)
- Demon Slayer: Kimetsu no Yaiba - Le film : Le train de l'Infini (ufotable)
- Fate/stay night: Heaven's Feel (Trilogie) (ufotable)
- Haikyū!! Film 1: Un début et une fin (Production I.G)
- Haikyū!! Film 2: Gagnants et Perdants (Production I.G)
- Infini-T Force, le film (Tatsunoko Production et Digital Frontier)
- Kizumonogatari Partie 1 - Sang d'acier (Shaft)
- Kizumonogatari Partie 2 - Sang bouillonnant (Shaft)
- Kizumonogatari Partie 3 - Sang glacial (Shaft)
- Made in Abyss Film 1: L'Aube du Voyage (Kinema Citrus)
- Made in Abyss Film 2: Le Crépuscule errant (Kinema Citrus)
- Magical Girl Lyrical Nanoha Film 1: Reflection (Seven Arcs)
- Magical Girl Lyrical Nanoha Film 2: Detonation (Seven Arcs)
- Rascal Does Not Dream of a Dreaming Girl (CloverWorks)

### Projections cinémas
- Sword Art Online : avant-première du premier épisode et de la moitié du second de la série, diffusion également du premier épisode de la série Accel World le 24 juin au Studio des Ursulines à Paris.
- Puella Magi Madoka Magica : avant-première des films 1 et 2 le 19 octobre 2012 et du film 3 le 22 novembre 2013 au Grand Rex à Paris[42].
- Nekomonogatari Noir : le 2 février 2013 au Grand Rex à Paris et le 14 février suivant au Kino-ciné de Villeneuve-d'Ascq[43],[44].
- Kick-Heart : le 17 juin 2013 au Grand Rex à Paris en présence de l'équipe du court-métrage en partenariat avec Kazé[45].
- Ghost in the Shell: Arise, le premier des quatre OAV : le 21 juin 2013 au Grand Rex à Paris en partenariat avec le Dernier bar avant la fin du monde et AnimeLand[46].
- Kizumonogatari : le premier film est diffusé le 26 janvier 2016 au Grand Rex[47]. Des projections sont par la suite organisées à Lyon, Strasbourg, Nantes, Bordeaux et Besançon[48].
- Sword Art Online: Ordinal Scale : avant-premières au Grand Rex de Paris et au Kinépolis de Lille[49].

### Annotations
1. ↑  La première mascotte de Wakanim était une grenouille blanche anthropomorphe dont le choix était dû à la cohérence qu'ils trouvaient « au son « wak » qui ressemblait un peu au croassement de la grenouille »[7].
2. ↑  Crunchyroll était soutenue à ses débuts par TV Tokyo et d'autres sociétés japonaises.
3. ↑  KZplay appartenait à l'éditeur Kazé dont ce dernier est rattaché à VIZ Media Europe, elle-même détenue par les éditeurs japonais Shūeisha et Shōgakukan.
4. ↑  Genzai appartenait à Kana dont la plate-forme technique est fournie par Crunchyroll.

### Sources
1. ↑  Sirene (registre national des sociétés).
2. 1 2 3  « WAKANIM », sur societe.com (consulté le 29 avril 2020).
3. ↑  Romain Heuillard, « Wakanim : téléchargement définitif en HD et sans DRM », sur Clubic, 6 décembre 2011.
4. 1 2 3  Olivier Cervantès, interview par Paoru, Interview Wakanim : vers une nouvelle vision de la japanimation…, Paoru.fr, 13 juin 2012 (consulté le 29 avril 2020)..
5. 1 2 3 4 5 6  Olivier Cervantès, interview par Kobito; ThunderGeek, N°66 – Wakanim 10 ans de VOD, quelles évolutions  ?, Mangacast, Mangacast, 28 juin 2019 (consulté le 29 avril 2020)..
6. 1 2  Olivier Cervantès et Ludovic Alcala, interview par Kiss My Geek, [ITW] Ludo & Oliv de WAKANIM, Kiss My Geek, 13 juin 2012 (consulté le 29 avril 2020)..
7. 1 2 3  Wakanim, interview par Manga-News, Wakanim, Manga-News, mars 2010 (consulté le 29 avril 2020)..
8. ↑  « Réalisation : Wakanim », sur jonathanfontaine.com, février 2011 (consulté le 29 avril 2020).
9. ↑  « Un simulcast gratuit ! », sur AnimeLand.
10. ↑  Olivier, « WAKANIM crée son label vidéo », sur AnimeLand, 11 avril 2011 (consulté le 29 avril 2020).
11. ↑  Olivier, « WAKANIM s’étend au Royaume-Uni », sur AnimeLand, 4 octobre 2013 (consulté le 29 avril 2020).
12. ↑  (en) Andrew Osmond, « U.K. Wakanim Website Now Online (Updated) », sur Anime News Network, 22 octobre 2013 (consulté le 29 avril 2020).
13. ↑  (en) Andrew Osmond, « DIGITAL & SIMULCASTING ON YOUR TERMS – WAKANIM.CO.UK », sur All the Anime, 2013 (consulté le 29 avril 2020).
14. ↑  (en) « Wakanim.tv UK », sur wakanim.co.uk, 9 juillet 2015 (version du 9 juillet 2015 sur Internet Archive).
15. ↑  « Wakanim lance un service musical », sur Manga-news, 3 juillet 2014.
16. ↑  « Lancement de la plateforme Wakanim Music », sur manga-news.com, 2 février 2015 (consulté le 5 février 2015).
17. ↑  « La célèbre maison de production japonaise Aniplex investit dans Wakanim.tv », sur Adala-News, 24 avril 2015 (consulté le 24 avril 2015).
18. ↑  (en) « Wakanim to Launch Anime Streaming Services in the Nordic Region July 1st 2017 », sur Anime News Network, 14 juin 2019 (consulté le 25 septembre 2019).
19. ↑  (de) « Weitere Details zur neuen VoD-Plattform Wakanim ! », sur anime2you.de, 26 septembre 2017.
20. ↑  (ru) Nikolay Shutov, « Онлайн-сервис Wakanim приходит в Россию », sur kg-portal.ru,‎ 6 janvier 2018 (consulté le 25 septembre 2019).
21. ↑  « Wakanim se lance dans le simuldub avec Drifters », sur mangamag.fr, 6 octobre 2016 (consulté le 9 octobre 2016).
22. ↑  (en) Egan Loo, « Sony Pictures TV, Aniplex Consolidate Funimation, France's Wakanim, Australia's Madman Anime Into Joint Venture : 1st project is Fate/Grand Order Absolute Demonic Front: Babylonia, including dub », sur Anime News Network, 24 septembre 2019 (consulté le 24 septembre 2019).
23. ↑  (en) Todd Spangler, « Sony Merges Anime Streaming Businesses Under Funimation-Led Joint Venture (EXCLUSIVE) », sur Variety, 24 septembre 2019 (consulté le 24 septembre 2019).
24. ↑  Charlanmhg, « Le Netflix de l'animation débarque en France avec une union historique entre Crunchyroll et Wakanim », sur Jeuxvideo.com, 1er mars 2022 (consulté le 1er mars 2022).
25. ↑  « La plate-forme de streaming Wakanim annonce sa fermeture », Le Monde,‎ 19 septembre 2023 (lire en ligne, consulté le 20 septembre 2023).
26. ↑  « Wakanim », sur www.wakanim.tv (consulté le 10 mars 2024).
27. ↑  « JW Player Javascript. », sur Wakanim.tv, 24 février 2020 (consulté le 29 avril 2020).
28. ↑  Hugo_, « Wakanim Version 2 dévoilé lors du Wakanim Live #5 le 26 juin à 18H », sur Wakanim.tv, 25 juin 2015 (consulté le 29 avril 2020).
29. ↑  Pering, « Le lecteur Wakanim passe en HTML 5 ! », sur Wakanim.tv, 7 octobre 2015 (consulté le 29 avril 2020).
30. ↑  *Lilly*, « L'application Xbox est arrivée », sur Wakanim.tv, 21 décembre 2016 (consulté le 29 avril 2020).
31. ↑  Taison, « Wakanim maintenant disponible sur Apple TV ! », sur Wakanim.tv, 23 juillet 2018 (consulté le 29 avril 2020).
32. ↑  Wakadmin, « De nouvelles applications iOS et Android chez Wakanim », sur Wakanim.tv, 15 décembre 2016 (consulté le 29 avril 2020).
33. ↑  ameheut, « Regardez vos anime hors-ligne sur iOS et Android ! », sur Wakanim.tv, 12 septembre 2019 (consulté le 29 avril 2020).
34. 1 2  Guénaël Pépin, « Animes : Wakanim passe à l'abonnement intégral, Chromecast en vue : RIP ZeroPub », sur Next INpact, 10 mars 2016 (consulté le 29 avril 2020).
35. ↑  Geneviève Hermann, « Manga : "On paie ce qu’on veut sur Wakanim" », sur La Tribune, 24 juillet 2015 (consulté le 29 avril 2020).
36. ↑  Guénaël Pépin, « ZeroPub, pas de DRM : comment Wakanim réinvente son modèle économique : ZeroPub mais plein d'abonnés », sur Next INpact, 21 août 2015 (consulté le 29 avril 2020).
37. ↑  « Wakanim se lance dans l'abonnement », sur manga-news.com, 10 mars 2016 (consulté le 29 avril 2020).
38. ↑  « CET ÉTÉ SUR WAKANIM.TV ! », sur *Lilly*, 1er juillet 2016 (consulté le 29 avril 2020).
39. 1 2 3 4  *Lilly*, « Du nouveau sur Wakanim.tv! », sur Wakanim, 27 juin 2017 (consulté le 29 avril 2020).
40. ↑  Taison, « Wakanim présente ses nouvelles offres d'abonnement, en collaboration spécial avec Sony® ! », sur Wakanim, 12 septembre 2018 (consulté le 29 avril 2020).
41. ↑  (ru) « FAQ », sur wakanim.tv.
42. ↑  « Avant-première du 3ème film Puella Magi Madoka Magica à Paris », sur Manga-news.com (consulté le 24 septembre 2014).
43. ↑  « Nekomonogatari Black au Grand Rex ! », sur Manga-news.com (consulté le 24 septembre 2014).
44. ↑  « Nekomonogatari Black au Kino Ciné », sur Manga-news.com (consulté le 24 septembre 2014).
45. ↑  « Soirée Kick Heart au Grand Rex », sur Manga-news.com (consulté le 24 septembre 2014).
46. ↑  « Avant première mondiale de Ghost in the Shell Arise », sur Manga-news.com (consulté le 24 septembre 2014).
47. ↑  « La trilogie Kizumonogatari s'offre une avant-première au Grand Rex », sur manga-news.com, 8 janvier 2016 (consulté le 9 janvier 2016).
48. ↑  « Kizumonogatari - Séances », sur Wakanim.TV (consulté le 19 février 2016).
49. ↑  « Sword Art Online The Movie Ordinal Scale prochainement au cinéma en France ! », sur Wakanim.TV (consulté le 21 février 2017).